# Östgötha Gazetten
Östgötha Gazetten var en dagstidning utgiven i Norrköping 17 januari 1854 till 6 maj samma år och som Nya Östgötha Gazetten 31 maj samma år till 17 juni samma år. 
Tidningen trycktes med antikva hos C. F Ridderstad i Linköping 17 januari till 6 maj 1854 och hos Chr. Törneqvist i Norrköping 31 maj till 17 juni 1854. Tidningen gavs ut en gång i veckan tisdagar sedan lördagar med 4 sidor i folioformat, tre spalter 31,8 x 21,4 cm satsyta. Prenumeration kostade 4 riksdaler banco.
Utgivningsbevis utfärdades för Henrik Bernhard Palmær 21 december 1846 , vilket förnyades 21 december 1853 i Linköping, och sedan för Nya Östgötha Gazetten 25 maj 1854  i Norrköping.